# كيتن
كَيتِن هي قرية أو أبرشية في روتلاند في شرق ميدلاندز في إنجلترا. حوالي 8 ميل (13 كـم) شرق أوكهام و 3 ميل (5 كـم) غرب ستامفورد، لينكولنشاير . سجل تعداد عام 2011 عدد السكان الأبرشية 1,926 ،  مما يجعلها رابع أكبر مستوطنة في روتلاند، بعد أوكهام وأوبنغهام وكوتسمور .
يوجد في القرية مدرسة ابتدائية متميزة تضم 204 طفل قيد الدوام.
أعطت كَيتِن اسمها لمنطقة كَيتِن الريفية في روتلاند التي كانت موجودة من 1894 إلى 1974.يترشح من جناح كَيتِن، الذي يضم أيضا عدة دوائرأبرشية Barrowden ، Tinwell و Tixover اثنين من المستشارين في مجلس محافظة روتلاند .